# Repco

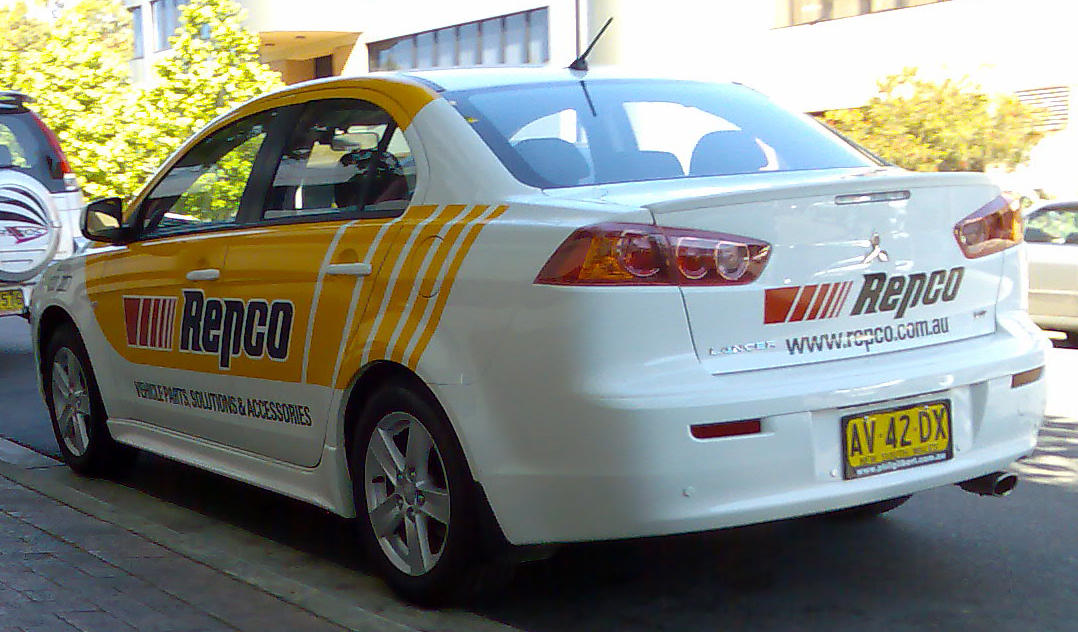
Mitsubishi Lancer należący do Repco.

Repco (akronim od Replacement Parts Company) – australijska firma inżynieryjna założona w Collingwood przez Geoffa Russella w 1922 roku. Pierwotnie działała pod nazwą Automotive Grinding Company. Firma Repco dostarczała w latach 1966–1969 silniki zespołowi Formuły 1 Brabham. Napędzane tymi silnikami samochody zdobyły tytuły mistrza świata kierowców oraz konstruktorów w sezonach 1966 oraz 1967.
Obecnie Repco specjalizuje się w tuningu i budowie silników.

## Wyniki w Formule 1
| Rok  | Zespół        | Kierowca        | Il. GP | Msc. |
| ---- | ------------- | --------------- | ------ | ---- |
| 1966 | Brabham-Repco | Jack Brabham    | 9      | 1    |
| 1966 | Brabham-Repco | Denny Hulme     | 7      | 4    |
| 1967 | Brabham-Repco | Denny Hulme     | 11     | 1    |
| 1967 | Brabham-Repco | Jack Brabham    | 11     | 2    |
| 1967 | Brabham-Repco | Guy Ligier      | 5      | 19   |
| 1968 | Brabham-Repco | Jochen Rindt    | 12     | 12   |
| 1968 | Brabham-Repco | Jack Brabham    | 11     | 23   |
| 1968 | Brabham-Repco | Silvio Moser    | 4      | 24   |
| 1968 | Brabham-Repco | Dan Gurney      | 1      | –    |
| 1968 | Brabham-Repco | Dave Charlton   | 1      | –    |
| 1968 | Brabham-Repco | John Love       | 1      | –    |
| 1968 | Brabham-Repco | Kurt Ahrens Jr. | 1      | –    |
| 1968 | LDS-Repco     | Sam Tingle      | 1      | –    |
| 1969 | Brabham-Repco | Peter de Klerk  | 1      | –    |
| 1969 | Brabham-Repco | Sam Tingle      | 1      | –    |